# Mario Fortunato (Journalist)
Mario Fortunato (* 2. September 1958 in Cirò, Provinz Crotone in der Region Kalabrien) ist ein italienischer Journalist und Schriftsteller.

## Leben
Fortunato studierte Philosophie in Rom. Ab 1983 arbeitete er als Kulturjournalist, zuerst bei Rai 3 und für verschiedene Zeitschriften. Seine ersten Erzählungen erschienen 1988 unter dem Titel Luoghi Naturali (dt. Stadt im Halbschatten, 1992), verlegt von Einaudi.
Er war Mitglied der italienischen Filmkommission und leitete von 2002 bis 2004 das italienische Kulturinstitut in London. Als Silvio Berlusconi ihn 2002 wegen seiner Homosexualität absetzen wollte, setzte internationaler Protest ein, unter anderem von Salman Rushdie, Umberto Eco, Bernardo Bertolucci sowie den Literaturnobelpreis-Trägern Doris Lessing und Harold Pinter. Fortunato wurde schließlich in seinem Amt bestätigt.
Von 2004 bis März 2009 leitete er die Stiftung Fondazione Antonio Ratti in Como.
Fortunato arbeitete als Lektor für die Verlage Einaudi und Edizione Nottetempo und schrieb an Drehbüchern mit. Er publizierte regelmäßig Kulturkritiken in L’Espresso und La Stampa.
Viele seiner erzählerischen und wissenschaftlichen Texte sind in Sammelbänden erschienen, seine Bücher wurden in verschiedene Sprachen übersetzt.
Für seinen 2007 erschienenen Roman I giorni innocenti della guerra (dt. Unschuldige Tage im Krieg, 2010) wurde Fortunato mit dem Premio Mondello e Super Mondello ausgezeichnet.
Fortunato lebt in Rom und London.

## Werke
- 2014: Le voci di Berlino. Bompiani, Mailand.
- 2013: L'Italia degli altri. Neri Pozza, Vicenza, Italien, ISBN 978-88-545-0602-2.
- 2012: Il viaggio a Paros. Bompiani, Mailand.
- 2011: italienisch: Allegra street. Bompiani, Mailand, ISBN 978-88-45201097.
- 2008: Quelli che ami non muoiono. Bompiani, Mailand.
  - 2011: Spaziergang mit Ferlinghetti. Begegnungen, aus dem Italienischen von Jan Koneffke. Schöffling & Co. Verlag, Frankfurt am Main 2011, ISBN 978-3-89561-176-6.
- 2010: Unschuldige Tage im Krieg, übersetzt von Marianne Schneider; Schöffling Verlag, Frankfurt am Main ISBN 978-3-89561-175-9.
- 2002: Die Liebe bleibt, übersetzt von Moshe Kahn; Wagenbach, Berlin ISBN 3-8031-3176-6.
- 2001: Die Entdeckung der Liebe und der Bücher, übersetzt von Moshe Kahn; Wagenbach, Berlin ISBN 3-8031-2395-X.
- 2000: Die Kunst leichter zu werden, übersetzt von Moshe Kahn; Goldmann, München ISBN 3-442-72535-6.
- 1995: Sangue, Roman, Magnus Medien Verlag, Berlin ISBN 3-928951-15-7.
- 1993: Pasaggi Paesaggi, Theoria 1993.
- 1992: Stadt im Halbschatten, übersetzt von Andreas Beyer und Eva Ludwig; Fischer, Frankfurt am Main ISBN 3-596-10788-1.
- 1990: Il primo cielo, Einaudi, Turin.
- 1990: Immigrato, Theoria, Rom / Neapel.
- 1988: Luoghi Naturali, Einaudi, Turin.
- 1986: La casa del corpo, Shakespeare and Company.